# Кауфман, Валерия
Валерия Кауфман (род. 30 мая 1994, Москва) — российская топ-модель.

## Биография
Родилась в 1994 году в Москве. С раннего детства занималась танцами. Позже много гастролировала по миру.

## Карьера
В начале 2010-х годов разослала свои фотографии нескольким модельным агентствам Нью-Йорка, в скором времени получила приглашение на кастинг для показа модного дома Tom Ford, который благополучно прошла. Карьера модели развивалась достаточно быстро, уже в марте 2015 года её фотография была размещена на обложке русского издания Vogue, после этого ей пришли приглашения на показы модных домов Chanel, Dior и Valentino.
В различное время принимала участие в показах Alberta Ferretti, Alexander Wang, Alexandre Vauthier, Balmain, Blumarine, Chanel, Christian Dior, Diane von Furstenberg, Dolce & Gabbana, Elie Saab, Emilio Pucci, Fendi, Giambattista Valli, Giorgio Armani, Givenchy, Gucci, Louis Vuitton, Nina Ricci, Oscar de la Renta, Prada, Tom Ford, Valentino, Versace, Yves Saint Laurent и другие.
В 2015 и 2016 годах была приглашена на итоговый показ компании Victoria’s Secret. По итогам 2015 года вошла в список «Топ-50 лучших моделей мира» по версии сайта Models.com и была признана лучшей российской моделью по версии издания Glamour. В декабре 2015, появилась на обложке турецкого издания Vogue, для которого также снялась в паре с другой российской топ-моделью — Настей Стен.
Валерия являлась одной из любимых моделей французского фотографа Патрика Демаршелье.

## Личная жизнь
С 2015 по 2022 годы встречалась с американским музыкантом и актёром Джаредом Лето. В мае 2024 года вышла замуж за французского миллиардера Дмитрия Варсано.